# BE-3
BE-3は、ブルーオリジン社によって開発された液体水素/液体酸素 (LH2/LOX) 系の液体燃料ロケットエンジンである。
エンジンの開発作業は2010年初頭に開始され、2015年初頭に受領試験が完了した。同年から、準軌道飛行ロケットのニューシェパードのエンジンとして使用されている。また派生型のBE-3Uが2025年から、大型ロケットのニューグレンの2段目エンジンとして使用されている。
BE-3は主燃焼室からエンジンのターボポンプを駆動する為に少量の燃焼ガスを抽出するタップオフサイクルのポンプ供給式エンジンの設計を採用する。

## 歴史

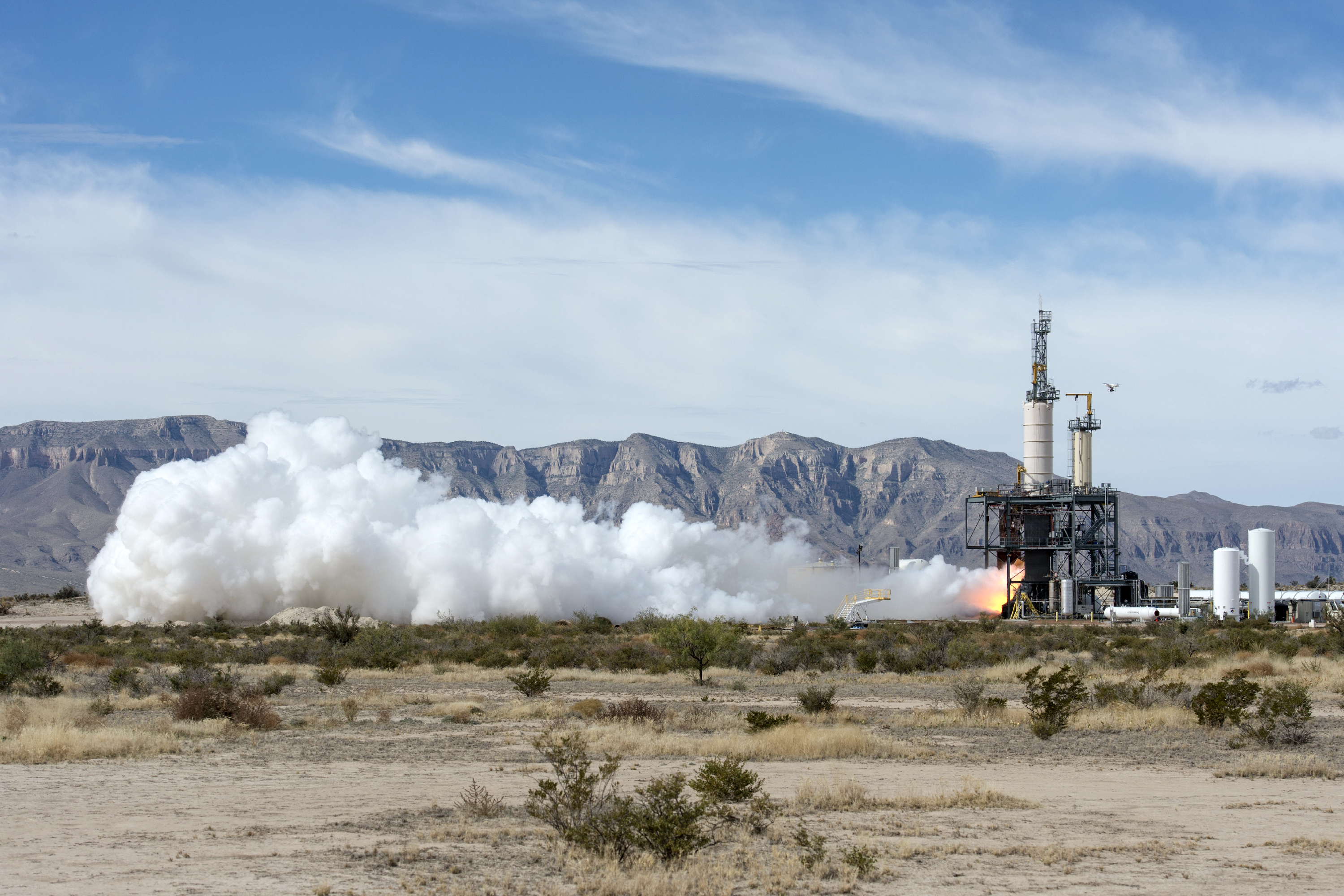
試験中のBE-3エンジン (2013年)

2013年1月、同社は新型の液体水素/液体酸素 (LH2/LOX) を推進剤とするロケットエンジンであるBE-3の開発を発表した。原型のエンジンは推力440 kN (100,000 lbf) で初期の燃焼室の試験は2013年にNASAのステニス試験センターで実施された。
2013年末にBE-3の実際の飛行を模した、惰性状態と"出力を下げた状態の実証、最大出力、長秒時、再着火を全て1回の試験シーケンスで実施"を伴う弾道飛行での全時間での燃焼試験は成功した。
2013年12月以降、ブルーオリジンは海面高度に近い地上試験での試験に基づいて更新されたエンジンの仕様を発表した。これはエンジンが最大出力時に推力490 kN (110,000 lbf) を生み出す事を実証し、特定の打上げ機で必要かもしれない制御された垂直着陸のために110 kN (25,000 lbf) まで推力を下げる事に成功した。
2015年4月に最大出力の20%というより幅の広い出力調整最小推力89 kN (20,000 lbf) を含む試験を踏まえて最終的なエンジンの仕様が発表された。
2013年12月時点においてエンジンは「テキサス州バンホーン近郊のブルーオリジン社の試験施設で160回以上の始動と累計9,100秒（152分）の運転を実証した」。
「縮小版のブースターによる実際の弾道飛行を模した」エンジンでBE-3のさらなる試験は2014年に完了した。
エンジンの地上試験は2015年4月に450回以上で累計500分以上の燃焼試験を完了した。同年4月29日、BE-3PMを搭載したニューシェパードが初めて飛行試験を実施して高度93.5 kmに到達した。
2015年4月、ユナイテッド・ローンチ・アライアンス (ULA) は2020年代の打ち上げが予定される新開発のULAのヴァルカンの2段目の先進極低温発展型上段 (ACES) でBE-3の使用を検討中と発表した。ヴァルカンは2019年に既存のセントール上段ロケットを使用して軌道飛行を開始予定で、2023年に飛行予定のACES上段では2019年以前に多様な製造会社の3種類のエンジンから選択する事が期待されていた（後にヴァルカンの初打ち上げは2024年まで遅延、ACESも計画未定に）。
海面高度版のBE-3PMエンジンの開発が2015年初頭に完了したことを受け、ブルーオリジンは宇宙空間で運転する真空仕様のBE-3Uの開発を発表した。BE-3Uを搭載したニューグレンは、2025年1月に初打ち上げに成功した。

## BE-3U
BE-3Uはエキスパンダーブリードサイクル方式を採用する派生型のロケットエンジンである。大型ロケットのニューグレンの2段目に2基、3段目に1基が用いられる。ただし、派生型とされるが、実際にはBE-3PMとは形状もエンジンサイクルも異なるため、名前が同じだけの別のエンジンとも評される。BE-3Uを搭載したニューグレンは、2025年1月に初打ち上げに成功した。